# Liga Sudamericana de Clubes 2011
La Liga Sudamericana de Clubes 2011, fue la decimosexta edición del segundo torneo más importante de básquetbol a nivel de clubes en Sudamérica organizado por la ABASU. El torneo se disputó con doce equipos, provenientes de ocho países, todos excepto Paraguay y Perú tuvieron representante.
El campeón fue el club argentino Obras, quien derrotó en la final al Pinheiros de Brasil.

## Participantes
| País                | Equipo                     | Vía de clasificación                                                            |
| ------------------- | -------------------------- | ------------------------------------------------------------------------------- |
| Argentina 2 cupos   | Atenas Obras Sanitarias    | Subcampeón de la LNB 2010-11 Mejor ubicado en la Segunda fase de la LNB 2010-11 |
| Bolivia 1 cupo      | Club Amistad               | Campeón de la Liga Superior de Baloncesto Boliviano 2010                        |
| Brasil 2 cupos + CV | Brasília Flamengo Pinheros | Campeón defensor Semifinalista del NBB 2010/11 Semifinalista del NBB 2010/11    |
| Chile 1 cupo        | Boston College             | Subcampeón de la Liga Nacional 2010                                             |
| Colombia 1 cupo     | Orgullo Paisa              | Campeón de la Copa Invitacional 2010                                            |
| Ecuador 1 cupo      | U.T.E.                     | Subcampeón de la Liga Ecuatoriana de Baloncesto 2010                            |
| Uruguay 2 cupos     | Malvín Biguá               | Campeón de la LUB 2010/11 Subcampeona de la LUB 2010/11                         |
| Venezuela 1 cupo    | Centauros de Apure         | Campeón de la LNBV 2011                                                         |

CV: campeón vigente, o campeón defensor.

## Modo de disputa
El torneo estuvo dividido en cuatro etapas, la Ronda preliminar, el hexagonal de clasificación, las semifinales y la final.
Ronda preliminar
Los doce participantes se dividieron en tres grupos de cuatro equipos por grupo, donde se enfrentaron todos contra todos a una rueda. Cada grupo se disputó en una sede específica.
Las sedes fueron
- Grupo A: Ginásio Poliesportivo Henrique Villaboim, São Paulo, Brasil
- Grupo B: Gimnasio Juan Francisco Canil, Montevideo, Uruguay
- Grupo C: Polideportivo Municipal Carlos Cerutti, Córdoba, Argentina

Los dos mejores de cada grupo avanzaron al hexagonal de clasificación. En caso de igualdad de puntos, se recurrió al partido entre los involucrados para determinar las posiciones.
Hexagonal de clasificación
El hexagonal no fue un hexagonal propiamente dicho, los seis equipos participantes se dividieron en dos grupos de tres cada uno y se disputaron en el Estadio Obras Sanitarias en Buenos Aires, Argentina.
Los dos mejores de cada grupo avanzaron a las semifinales. En caso de igualdad de puntos, se recurrió a la diferencia entre tantos a favor y tantos en contra.
Semifinales y final
Las semifinales se disputaron a partido único. Los ganadores avanzaron a la final, mientras que los perdedores disputaron el partido por el tercer y cuarto puesto.
Los partidos de semifinales, tercer puesto y final se disputaron en el Estadio Obras Sanitarias en Buenos Aires, Argentina.

## Ronda preliminar

### Grupo A - São Paulo, Brasil
| Pos. | Equipo           | Pts | PJ | PG | PP | PF  | PC  | Dif |
| ---- | ---------------- | --- | -- | -- | -- | --- | --- | --- |
| 1.   | Obras Sanitarias | 6   | 3  | 3  | 0  | 261 | 201 | +60 |
| 2.   | Pinheiros        | 5   | 3  | 2  | 1  | 269 | 223 | +46 |
| 3.   | Biguá            | 4   | 3  | 1  | 2  | 231 | 276 | -45 |
| 4.   | Orgullo Paisa    | 3   | 3  | 0  | 3  | 217 | 278 | -61 |

|  | Clasificado a la siguiente fase del torneo. |

Los horarios corresponde al huso horario de São Paulo, UTC -3.
| 6 de octubre, 17:30 | Biguá                                                                   | 59–87                | Obras Sanitarias                                               |                                                 |  |
|                     | Parciales: 13–22, 12–19, 16–14, 18–32                                   |                      |                                                                |                                                 |  |
|                     | Estadísticas Emilio Taboada 14 Ryan Humphrey 7 Leandro García Morales 5 | Reporte Pts Reb Asts | Estadísticas 16 Alexis Elsener 10 Tyler Field 4 Martín Osimani | Pabellón: Ginásio Henrique Villaboim, São Paulo |  |

| 6 de octubre, 20:00 | Pinheiros                                                                         | 90–65                | Orgullo Paisa                                                                                     |                                                 |  |
|                     | Parciales: 22–21, 21–7, 26–14, 21–23                                              |                      |                                                                                                   |                                                 |  |
|                     | Estadísticas Marcus Vinicius 18 Leonardo Di Pacce Dos Santos 11 Marcus Vinicius 4 | Reporte Pts Reb Asts | Estadísticas 22 Alejandro Flores Salas 7 Leandro Santiago Bonilla 4 Heissler Rafael Guillen Ecker | Pabellón: Ginásio Henrique Villaboim, São Paulo |  |

| 7 de octubre, 17:30 | Obras Sanitarias                                                      | 92–62                | Orgullo Paisa                                                                                   |                                                 |  |
|                     | Parciales: 24–11, 23–12, 17–29, 28–10                                 |                      |                                                                                                 |                                                 |  |
|                     | Estadísticas Juan Pedro Gutiérrez 20 Pablo Espinoza 7 Julio Mazzaro 7 | Reporte Pts Reb Asts | Estadísticas 16 Alejandro Flores Salas 9 Alejandro Flores Salas 5 Heissler Rafael Guillen Ecker | Pabellón: Ginásio Henrique Villaboim, São Paulo |  |

| 7 de octubre, 20:00 | Pinheiros                                                        | 99–76                | Biguá                                                                                           |                                                 |  |
|                     | Parciales: 19–23, 26–17, 29–16, 25–20                            |                      |                                                                                                 |                                                 |  |
|                     | Estadísticas Marcus Vinicius 25 Olivinha 7 Juan Pablo Figueroa 6 | Reporte Pts Reb Asts | Estadísticas 18 Leandro García Morales 6 Ryan Ashley Humphrey 4 Santiago Adolfo Vidal Casaretto | Pabellón: Ginásio Henrique Villaboim, São Paulo |  |

| 8 de octubre, 17:30 | Biguá                                                                          | 96–90                | Orgullo Paisa                                                                                                 |                                                 |  |
|                     | Parciales: 21–28, 28–20, 23–17, 24–25                                          |                      | |                                                 |  |
|                     | Estadísticas Leandro García Morales 23 Ryan Ashley Humphrey 5 Emilio Taboada 4 | Reporte Pts Reb Asts | Estadísticas 24 Heissler Rafael Guillen Ecker 7 Heissler Rafael Guillen Ecker 4 Heissler Rafael Guillen Ecker | Pabellón: Ginásio Henrique Villaboim, São Paulo |  |

| 8 de octubre, 20:00 | Pinheiros                                                                     | 80–82                | Obras Sanitarias                                                              |                                                 |  |
|                     | Parciales: 25–19, 19–23, 8–22, 28–18                                          |                      |                                                                               |                                                 |  |
|                     | Estadísticas Shamell Jermaine Stallworth 18 Olivinha 17 Juan Pablo Figueroa 7 | Reporte Pts Reb Asts | Estadísticas 18 Juan Pedro Gutiérrez 12 Juan Pedro Gutiérrez 5 Martín Osimani | Pabellón: Ginásio Henrique Villaboim, São Paulo |  |

### Grupo B - Montevideo, Uruguay
| Pos. | Equipo      | Pts | PJ | PG | PP | PF  | PC  | Dif  |
| ---- | ----------- | --- | -- | -- | -- | --- | --- | ---- |
| 1.   | Club Malvín | 6   | 3  | 3  | 0  | 261 | 201 | +60  |
| 2.   | Brasília    | 5   | 3  | 2  | 1  | 277 | 216 | +61  |
| 3.   | Centauros   | 4   | 3  | 1  | 2  | 243 | 207 | +36  |
| 4.   | Amistad     | 3   | 3  | 0  | 3  | 194 | 315 | -121 |

|  | Clasificado a la siguiente fase del torneo. |

Los horarios corresponde al huso horario de Montevideo, UTC -3.
| 13 de octubre, 19:15 | Brasília                                                                                      | 71–70                | Centauros                                                                                   |                                           |  |
|                      | Parciales: 18–16, 18–12, 22–27, 13–15                                                         |                      |                                                                                             |                                           |  |
|                      | Estadísticas Alex Ribeiro Garcia 21 Guilherme Giovannoni 13 Welington Reginaldo Dos Santos 14 | Reporte Pts Reb Asts | Estadísticas 16 Carl Edward Eliott 8 Antonie Gerrard Broxsie 2 Tulio Alberto Cobos Llamozas | Pabellón: Gimnasio J.F. Canil, Montevideo |  |

| 13 de octubre, 21:30 | Malvín                                                                                      | 90–70                | Amistad                                                                                   |                                           |  |
|                      | Parciales: 25–17, 17–14, 34–16, 14–23                                                       |                      |                                                                                           |                                           |  |
|                      | Estadísticas Reque Jereil Newsome Linder 15 Anthony William Myles 11 Christopher Jefrries 8 | Reporte Pts Reb Asts | Estadísticas 22 Gene Kent Arthut Myvett 11 Gene Kent Arthut Myvett 7 Keith Raymond Acosta | Pabellón: Gimnasio J.F. Canil, Montevideo |  |

| 14 de octubre, 20:00 | Amistad                                                                              | 59–121               | Brasília                                                                                           |                                           |  |
|                      | Parciales: 3–33, 25–25, 13–29, 18–34                                                 |                      | |                                           |  |
|                      | Estadísticas Joaquín Sandoval 18 Gene Kent Arthut Myvett 6 Gene Kent Arthut Myvett 4 | Reporte Pts Reb Asts | Estadísticas 28 Fabio Santos de Olivera 10 Ronald Rudson Rodrigues Reis 12 Bruno Vieira Langsdorff | Pabellón: Gimnasio J.F. Canil, Montevideo |  |

| 14 de octubre, 22:15 | Centauros                                                                                                  | 69–71                | Malvín                                                                                             |                                           |  |
|                      | Parciales: 9–16, 10–16, 29–25, 21–14                                                                       |                      | |                                           |  |
|                      | Estadísticas Héctor Orlando Romero Rivas 16 Héctor Orlando Romero Rivas 9 Jesús Humberto Centeno Bolívar 3 | Reporte Pts Reb Asts | Estadísticas 16 Fausto Pomoli Larrabury 6 Bruno Fitipaldo Rodríguez 5 Fernando Javier Martínez Pan | Pabellón: Gimnasio J.F. Canil, Montevideo |  |

| 15 de octubre, 19:15 | Amistad                                                                                       | 59–121               | Centauros                                                                                                |                                           |  |
|                      | Parciales: 14–22, 18–29, 16–34, 17–19                                                         |                      | |                                           |  |
|                      | Estadísticas Gerard Leonther Devaughn 21 Gerard Leonther Devaughn 9 Carlos Romero Caballero 6 | Reporte Pts Reb Asts | Estadísticas 24 Héctor Orlando Romero Rivas 14 Héctor Orlando Romero Rivas 13 René Alexander Farías Saez | Pabellón: Gimnasio J.F. Canil, Montevideo |  |

| 15 de octubre, 21:30 | Malvín                                                                                         | 87–85                | Brasília                                                                                               |                                           |  |
|                      | Parciales: 14–17, 22–21, 18–20, 33–27                                                          |                      | |                                           |  |
|                      | Estadísticas Fernando Javier Martínez Pan 26 Jesse Jay Smith 10 Fernando Javier Martínez Pan 8 | Reporte Pts Reb Asts | Estadísticas 18 Welington Reginaldo Dos Santos 8 Guilherme Giovannoni 8 Welington Reginaldo Dos Santos | Pabellón: Gimnasio J.F. Canil, Montevideo |  |

### Grupo C - Córdoba, Argentina
| Pos. | Equipo         | Pts | PJ | PG | PP | PF  | PC  | Dif |
| ---- | -------------- | --- | -- | -- | -- | --- | --- | --- |
| 1.   | Atenas         | 5   | 3  | 2  | 1  | 276 | 234 | +42 |
| 2.   | Flamengo       | 5   | 3  | 2  | 1  | 280 | 204 | +76 |
| 3.   | U.T.E.         | 4   | 3  | 1  | 2  | 260 | 321 | -61 |
| 4.   | Boston College | 4   | 3  | 1  | 2  | 214 | 271 | -57 |

|  | Clasificado a la siguiente fase del torneo. |

Los horarios corresponde al huso horario de Córdoba, UTC -3.
| 3 de noviembre, 19:30 | Flamengo                                                                                           | 109–77               | U.T.E.                                                                                         |                                                |  |
|                       | Parciales: 30–21, 22–15, 28–22, 29–19                                                              |                      |                                                                                                |                                                |  |
|                       | Estadísticas Leandro Mateus Barbosa 22 Guillermo Federic Kammerichs 11 Marcelo Magalhães Machado 6 | Reporte Pts Reb Asts | Estadísticas 24 Quentin Lemar Smith 6 Carlos Carcelen Villegas 5 Raúl Andrés Cardenas Zambrano | Pabellón: Polideportivo Carlos Cerutti Córdoba |  |

| 3 de noviembre, 21:30 | Atenas                                                                  | 73–76                | Boston College                                                                         |                                                |  |
|                       | Parciales: 15–26, 21–14, 13–22, 24–16                                   |                      |                                                                                        |                                                |  |
|                       | Estadísticas Christopher Xavier Hayes 13 Rubén Garcés 6 Bruno Lábaque 4 | Reporte Pts Reb Asts | Estadísticas 20 Erik Carrasco Follert 9 Brandon Dion Smith 2 Franco Galo Lara Barbieri | Pabellón: Polideportivo Carlos Cerutti Córdoba |  |

| 4 de noviembre, 21:30 | Boston College                                                                      | 44–97                | Flamengo                                                                                   |                                                |  |
|                       | Parciales: 10–26, 9–22, 13–22, 12–27                                                |                      |                                                                                            |                                                |  |
|                       | Estadísticas Gene Anthony Shipley 10 Brandon Dion Smith 6 Aldo Felipe RIvera Díaz 1 | Reporte Pts Reb Asts | Estadísticas 26 David Jackson Jr. 11 Guillermo Federic Kammerichs 5 Leandro Mateus Barbosa | Pabellón: Polideportivo Carlos Cerutti Córdoba |  |

| 4 de noviembre, 21:30 | U.T.E.                                                                                    | 82–120               | Atenas                                                             |                                                |  |
|                       | Parciales: 22–33, 17–30, 23–28, 20–29                                                     |                      |                                                                    |                                                |  |
|                       | Estadísticas Anthony Steven Danridge 23 Marcus Leevet Fleming 6 Anthony Steven Danridge 2 | Reporte Pts Reb Asts | Estadísticas 17 Juan Manuel Rivero 9 Rubén Garcés 10 Bruno Lábaque | Pabellón: Polideportivo Carlos Cerutti Córdoba |  |

| 5 de noviembre, 19:30 | Boston College                                                                                 | 92–101               | U.T.E.                                                                                           |                                                |  |
|                       | Parciales: 24–26, 13–20, 21–23, 34–32                                                          |                      |                                                                                                  |                                                |  |
|                       | Estadísticas Erik Carrasco Follert 28 Jorge Eduardo Valencia Rosales 7 Erik Carrasco Follert 4 | Reporte Pts Reb Asts | Estadísticas 31 Anthony Steven Danridge 6 Reynaldo García Zamora 4 Raúl Andrés Cardenas Zambrano | Pabellón: Polideportivo Carlos Cerutti Córdoba |  |

| 5 de noviembre, 21:30 | Atenas                                                                   | 83–74                | Flamengo                                                                                      |                                                |  |
|                       | Parciales: 18–22, 18–17, 24–26, 23–9                                     |                      |                                                                                               |                                                |  |
|                       | Estadísticas Christopher Xavier Hayes 15 Rubén Garcés 9 Matías Lescano 4 | Reporte Pts Reb Asts | Estadísticas 25 Marcelo Magalhães Machado 10 Guillermo Federic Kammerichs 4 David Jackson Jr. | Pabellón: Polideportivo Carlos Cerutti Córdoba |  |

## Hexagonal de clasificación

### Grupo A
| Pos. | Equipo    | Pts | PJ | PG | PP | PF  | PC  | Dif |
| ---- | --------- | --- | -- | -- | -- | --- | --- | --- |
| 1.   | Pinheiros | 3   | 2  | 1  | 1  | 137 | 124 | +13 |
| 2.   | Atenas    | 3   | 2  | 1  | 1  | 133 | 134 | -1  |
| 3.   | Flamengo  | 3   | 2  | 1  | 1  | 130 | 142 | -12 |

|  | Clasificado a las semifinales. |

Los horarios corresponde al huso horario de Buenos Aires, UTC -3.
| 1 de febrero, 19:30 | Flamengo                                                                                                 | 59–74                | Pinheiros                                                                                        |                                                 |  |
|                     | Parciales: 12–12, 12–16, 15–23, 20–23                                                                    |                      |                                                                                                  |                                                 |  |
|                     | Estadísticas Marcelo Magalhães Machado 16 Guillermo Federic Kammerichs 15 Guillermo Federic Kammerichs 4 | Reporte Pts Reb Asts | Estadísticas 12 Marcus Vinicius 10 Carlos Alexandre Rodríguez do Nacimento 5 Juan Pablo Figueroa | Pabellón: Estadio Obras Sanitarias Buenos Aires |  |

| 2 de febrero, 22:00 | Atenas                                                                                  | 65–63                | Pinheiros |                                                 |  |
|                     | Parciales: 19–11, 9–14, 20–23, 17–15                                                    |                      | |                                                 |  |
|                     | Estadísticas Marcus Antione Melvin 17 Marcus Antione Melvin 11 Marcus Antione Melvin 10 | Reporte Pts Reb Asts | Estadísticas 19 Carlos Alexandre Rodríguez do Nacimento 11 Carlos Alexandre Rodríguez do Nacimento 5 Marcus Vinicius | Pabellón: Estadio Obras Sanitarias Buenos Aires |  |

| 3 de febrero, 19:30 | Atenas                                                                  | 68–71                | Flamengo |                                                 |  |
|                     | Parciales: 13–18, 14–13, 17–23, 24–17                                   |                      | |                                                 |  |
|                     | Estadísticas Marcus Antione Melvin 22 Miguel Gerlero 10 Bruno Lábaque 8 | Reporte Pts Reb Asts | Estadísticas 20 Guillermo Federic Kammerichs 11 Guillermo Federic Kammerichs 5 Guillermo Federic Kammerichs | Pabellón: Estadio Obras Sanitarias Buenos Aires |  |

### Grupo B
| Pos. | Equipo           | Pts | PJ | PG | PP | PF  | PC  | Dif |
| ---- | ---------------- | --- | -- | -- | -- | --- | --- | --- |
| 1.   | Obras Sanitarias | 4   | 2  | 2  | 0  | 162 | 110 | +52 |
| 2.   | Brasília         | 3   | 2  | 1  | 1  | 128 | 141 | -13 |
| 3.   | Malvín           | 2   | 2  | 0  | 2  | 127 | 166 | -39 |

|  | Clasificado a las semifinales. |

Los horarios corresponde al huso horario de Buenos Aires, UTC -3.
| 1 de febrero, 22:00 | Obras Sanitarias                                                     | 89–59                | Malvín                                                                        |                                                 |  |
|                     | Parciales: 21–14, 19–11, 30–14, 19–20                                |                      |                                                                               |                                                 |  |
|                     | Estadísticas Darren Andre Fells 15 Alexis Elsener 5 Martín Osimani 4 | Reporte Pts Reb Asts | Estadísticas 13 Nicolás Borsellino 10 Nicolás Borsellino 3 Nicolás Borsellino | Pabellón: Estadio Obras Sanitarias Buenos Aires |  |

| 2 de febrero, 19:30 | Malvín                                                                                | 68–77                | Brasília                                                                                                 |                                                 |  |
|                     | Parciales: 17–21, 11–14, 8–26, 32–16                                                  |                      | |                                                 |  |
|                     | Estadísticas Timothy Michael Frost 16 Timothy Michael Frost 12 Christopher Jeffries 3 | Reporte Pts Reb Asts | Estadísticas 23 Arthur Luiz Blechor Silva 7 Arthur Luiz Blechor Silva 10 Wellington Reginaldo Dos Santos | Pabellón: Estadio Obras Sanitarias Buenos Aires |  |

| 3 de febrero, 19:30 | Obras Sanitarias                                                     | 73–51                | Brasília                                                                                         |                                                 |  |
|                     | Parciales: 18–14, 22–17, 11–15, 22–5                                 |                      |                                                                                                  |                                                 |  |
|                     | Estadísticas Tyler Thomas Field 18 Pablo Espinoza 7 Alexis Elsener 2 | Reporte Pts Reb Asts | Estadísticas 8 Arthur Luiz Belchor Silva 7 Ronald Rudson Rodrigues Reis 2 Marcio Santos Cipriano | Pabellón: Estadio Obras Sanitarias Buenos Aires |  |

## Semifinales y final
|  | Semifinales      | Semifinales      |    |          | Final        | Final        |  |
|  | 4 de febrero     | 4 de febrero     |    |          | 5 de febrero | 5 de febrero |  |
|  |                  |                  |    |          |              |              |  |
|  |                  |                  |    |          |              |              |  |
|  | Pinheiros        | 60               |    |          |              |              |  |
|  | Brasília         | 55               |    |          |              |              |  |
|  |                  |                  |    |          |              |              |  |
|  |                  |                  |    |          |              |              |  |
|  |                  |                  |    |          | Pinheiros    | 73           |  |
|  |                  | Obras Sanitarias | 88 |          |              |              |  |
|  |                  |                  |    |          |              |              |  |
|  |                  |                  |    |          |              |              |  |
|  |                  |                  |    |          | Tercer lugar |              |  |
|  |                  |                  |    |          |              |              |  |
|  | Obras Sanitarias | 68               |    | Brasília | 76           |              |  |
|  | Atenas           | 58               |    |          | Atenas       | 74           |  |

Los horarios corresponde al huso horario de Buenos Aires, UTC -3.
Semifinales
| 4 de febrero, 19:00 | Pinheiros                                                            | 60–55                | Brasília                                                                                          |                                                 |  |
|                     | Parciales: 13–12, 12–13, 17–14, 18–16                                |                      |                                                                                                   |                                                 |  |
|                     | Estadísticas Marcus Vinicius 16 Marcus Vinicius 11 Marcus Vinicius 3 | Reporte Pts Reb Asts | Estadísticas 22 Wellington Reginaldo Dos Santos 9 Lucas Daniel Tisher 2 Arthur Luiz Belchor Silva | Pabellón: Estadio Obras Sanitarias Buenos Aires |  |

| 4 de febrero, 21:00 | Obras Sanitarias                                                               | 68–58                | Atenas                                                                   |                                                 |  |
|                     | Parciales: 16–12, 9–19, 23–10, 20–17                                           |                      |                                                                          |                                                 |  |
|                     | Estadísticas Dartona Lavalle Washam 23 Juan Pedro Gutiérrez 9 Martín Osimani 5 | Reporte Pts Reb Asts | Estadísticas 13 Miguel Gerlero 13 Marcus Antione Melvin 3 Matías Lescano | Pabellón: Estadio Obras Sanitarias Buenos Aires |  |

Tercer puesto
| 5 de febrero, 19:30 | Brasília                                                                                        | 76–74                | Atenas                                                             |                                                 |  |
|                     | Parciales: 14–24, 21–19, 22–18, 19–13                                                           |                      |                                                                    |                                                 |  |
|                     | Estadísticas Ronald Rudson Rodrigues Reis 13 Marcio Santos Cipriano 12 Marcio Santos Cipriano 3 | Reporte Pts Reb Asts | Estadísticas 16 Matías Lescano 7 Miguel Gerlero 6 Facundo Sucatzky | Pabellón: Estadio Obras Sanitarias Buenos Aires |  |

Final
| 5 de febrero, 22:00 | Pinheiros                                                               | 73–88                | Obras Sanitarias                                                                   |                                                 |  |
|                     | Parciales: 22–26, 9–19, 25–25, 17–18                                    |                      |                                                                                    |                                                 |  |
|                     | Estadísticas Marcus Vinicius 18 Marcus Vinicius 6 Bruno Pires Firotto 3 | Reporte Pts Reb Asts | Estadísticas 23 Dartona Lavalle Washam 9 Alejandro Konsztadt 3 Alejandro Konsztadt | Pabellón: Estadio Obras Sanitarias Buenos Aires |  |

Obras Sanitarias

Campeón

1° título